# Derthona Foot Ball Club 1985-1986
Questa pagina raccoglie le informazioni riguardanti il Derthona Foot Ball Club nelle competizioni ufficiali della stagione 1985-1986.

## Stagione
Nella stagione 1985-1986 il Derthona ha disputato il girone A del campionato di Serie C2, piazzandosi in tredicesima posizione con 31 punti in classifica. Il torneo è stato vinto con 46 punti dalla Lucchese che ha ottenuto la promozione in Serie C1, la seconda promossa con 43 punti è stata lo Spezia.

## Rosa
| N. |                   | Ruolo | Calciatore        |
| -- | ----------------- | ----- | ----------------- |
|    | Italia (bandiera) | C     | Luigi Andreoni    |
|    | Italia (bandiera) | D     | Maurizio Bergo    |
|    | Italia (bandiera) | P     | Sergio Cannarozzi |
|    | Italia (bandiera) | C     | Riccardo Cenci    |
|    | Italia (bandiera) | D     | Claudio Gabetta   |
|    | Italia (bandiera) | A     | Riccardo Gori     |
|    | Italia (bandiera) | A     | Marco Grossi      |
|    | Italia (bandiera) | D     | Maurizio Londi    |
|    | Italia (bandiera) | D     | Alberto Melgari   |
|    | Italia (bandiera) | C     | Cristiano Patta   |

| N. |                   | Ruolo | Calciatore         |
| -- | ----------------- | ----- | ------------------ |
|    | Italia (bandiera) | C     | Maurizio Pertusi   |
|    | Italia (bandiera) | A     | Gianluigi Picco    |
|    | Italia (bandiera) | D     | Ivan Rizzardi      |
|    | Italia (bandiera) | C     | Paolo Rossi        |
|    | Italia (bandiera) | A     | Franco Saporito    |
|    | Italia (bandiera) | P     | Antonello Sartorel |
|    | Italia (bandiera) | P     | Marco Scrivanti    |
|    | Italia (bandiera) | D     | Enrico Signoroni   |
|    | Italia (bandiera) | A     | Antonio Tonini     |
|    | Italia (bandiera) | D     | Gianpietro Torri   |